# Fyrlinjesnok
Fyrlinjesnok (Elaphe quatuorlineata) är en ormart som beskrevs av LACÉPÈDE 1789. Fyrlinjesnoken ingår i släktet Elaphe och familjen snokar. Arten kallas även strimsnok på svenska.

## Underarter
Arten delas in i följande underarter:
- E. q. quatuorlineata
- E. q. muenteri som förekommer på en del grekiska öar, bland andra Naxos, Amorgos, Ios och Folegandros[11]
- E. q. parensis som återfinns på ön Paros[11]

Ibland räknar man med en fjärde underart, E. q. scyrensis, som framför allt förekommer på den grekiska ön Skyros.

## Beskrivning
En mycket lång orm som sällsynt når upp till en längd av 260 cm; vanligtvis blir den inte längre än 130 till 180 cm. Ovansidan är brunaktig, oftast med en ockragul ton, gulbrun, orangebrun till grå med fyra mörkbruna längsstimmor på ryggen, tydliga på den främre delen men otydligare mot stjärten. Huvudet är kraftigt, med mörka band längs sidorna och med ögen med runda pupiller.

## Ekologi
Fyrlinjesnoken är en dagaktiv orm som lever i steniga, buskbeväxta habitat, men även häckar, glesa skogar och traditionellt brukad åkermark. I bergen förekommer den upp till 2 500 m. Arten klättrar inte utan håller sig till marken, där den fångar byten som smådäggdjur, fåglar och ödlor. Ormen är ogiftig och kan väsa om den hotas, men den biter sällan.
Honan lägger mellan 4 och 16 ägg.

## Utbredning
Utbredningsområdet sträcker sig från centrala och södra Italien (dock ej Sicilien) över Slovenien, längs Adriatiska havets kustlinje, Albanien, Makedonien, södra Serbien och Montenegro till Grekland.

## Status
IUCN kategoriserar arten globalt som nära hotad och populationen minskar. Den är ingenstans vanlig, och utbredningen är fragmenterad. Främsta hoten är det moderniserade jordbruket och intensifierad byggnation, inte minst för turismändamål. Den förföljs också på många håll.